# 日本ブラストマシン
日本ブラストマシン株式会社（にっぽんぶらすとましん）は、かつて存在した日本鋼管（現・JFEエンジニアリング）系列の中堅鉄鋼・機械（鋳機）メーカーである。ショット・ブラスト、ショットピーニング機器の開発・製造を初めて日本で行ったパイオニア企業であった。ブラスト専業としては最大手。国内トップシェアメーカーであった。本社は東京都台東区東上野にあり、生産拠点は千葉県流山市にあった。
事業は現在、JFEプラントエンジに継承されている。なお、独立系ブラストメーカーであるニッチューも源流を同じくする企業である。

## 沿革
1933年（昭和8年）に、後の野田市長戸辺織太郎が千葉県流山市に創業したグリット商会を起源とする。のちに鋳機メーカー日本鋳工株式会社となる。戦時中、溶鉱炉を建設し、旧制成蹊高校の初代の地質学教授、満州国地質調査所長を歴任し、日本学術振興会の委員だった福田連理学博士を技監に招聘。当時、日本ではまだ開発・製造が行われていなかったブラストマシン・ピーニングマシンの国産化に取り組んだ。戦後は、朝鮮戦争の勃発に伴い、鉄鋼製品の需要が増大し、当社の業績も飛躍的に拡大したが、経理処理の誤りによって不渡りを出し、三菱銀行出身の経理部長の対応が後手に回り、1957年（昭和32年）に黒字倒産。その後、幹部社員が中心となって1958年（昭和33年）に日本金属粉末株式会社として再建を果たす。この倒産・再建の過程で、旧・日本鋳工は、日本金属粉末の他、ニッチューなどに分裂した。
会社再建後、業績は好調、拡大するも、海外進出を目指しより安定した経営基盤を確立するため、1965年（昭和40年）、当時の日本鋼管に資本参加を要請。要請を受けた日本鋼管では、同社重工・造船部門の幹部技師で、生産管理や品質管理の専門家であった石井利雄を常務取締役（のち専務）として派遣。石井の指導のもとで経営改革を断行し、町工場体質からの脱却を進めた。翌1966年（昭和41年）に日本鋼管が正式に資本参加。同社から永田一郎が社長として派遣され、名実ともに、日本鋼管の重工・造船部門の有力な事業会社となった。とくに造船所向けブラストマシンについては、国内のほとんどの造船所に納入していたという。その後、1971年（昭和46年）に日本ブラストマシン株式会社に社名変更。順調に発展を続けた。
1988年（昭和63年）には、日本鋼管のグループ会社再編に伴い、生産拠点を広島県福山市に移転させ、福山共同機工株式会社と統合した。福山共同機工は、その後、鋼管機械工業株式会社と合併し、メンテック機工株式会社と改称。親会社の日本鋼管と川崎製鉄の統合に伴い、2004年（平成16年）、川鉄マシナリー株式会社と再統合し、JFEメカニカル株式会社となった。その後、2016年（平成28年）にはJFE電制株式会社を吸収合併し、JFEプラントエンジ株式会社となっている。

### 年表
- 1933年（昭和8年）- 戸辺織太郎によりグリット商会が千葉県流山市に創業される。
- 1936年（昭和11年）- 株式会社に改組し、株式会社グリット商会となる。
- 1938年（昭和13年）- 日本鋳工株式会社に社名を変更する。
- 1943年（昭和18年）- 一時期、事業停止状態にあったが、株式会社大和工作所系列の株式会社ヤマトボーリングから10数名の社員が移籍し、事業を再開。大日本学術振興会委員で、地質学者の福田連博士を技監に招聘し、溶鉱炉を建設。
- 1945年（昭和20年）- 創業者の戸辺織太郎が退任。富永夏彦が代表取締役社長（第二代）に就任。
- 1950年（昭和25年）- 福田連博士が、日本初のショットピーニングにより金属疲労実験を成功させる。朝鮮特需の影響で、米軍使用の軍用車のバネ修繕にショットピーニングを用い、業績が拡大する。
- 1957年（昭和32年）- 日本鋳工技能者養成所を開設。日本鋳工株式会社、突然の倒産。
- 1958年（昭和33年）- キッコーマン株式会社などの支援により、日本金属粉末株式会社として再建される。代表取締役社長（第三代）に黛清が就任。
- 1965年（昭和40年）- 日本鋼管に資本参加を要請。同社から幹部技師の石井利雄が派遣され、常務取締役に就任。
- 1966年（昭和41年）- 日本鋼管が正式に資本参加し、同社の系列に入る。代表取締役社長の石井欣治が退任し、日本鋼管から永田一郎が派遣され、代表取締役社長（第五代）に就任。
- 1971年（昭和46年）- 日本ブラストマシン株式会社に社名を変更。
- 1988年（昭和63年）- 主力の流山工場を広島県福山市に移転。親会社日本鋼管の子会社再編の施策のもと、グループ会社の福山共同機工株式会社に営業譲渡方式で経営統合される。日本ブラストマシン株式会社は、法人としては清算され消滅。ブラストマシンの開発・製造・販売・修繕の一切の事業は、福山共同機工が継承。
- 2001年（平成13年）- 福山共同機工株式会社は、同じ日本鋼管系列の鋼管機械工業株式会社を合併。メンテック機工株式会社に社名を変更。
- 2002年（平成14年）- 親会社の日本鋼管株式会社が、川崎製鉄株式会社と統合し、JFEホールディングス株式会社を設立。同社の直系事業会社のJFEスチール株式会社の系列に属する。
- 2004年（平成16年）- メンテック機工株式会社は、旧川崎製鉄系列の川鉄マシナリー株式会社に合併し、JFEメカニカル株式会社が発足。ブラストマシン事業は、同社が継承。
- 2016年（平成28年）- JFEメカニカル株式会社がJFE電制株式会社を吸収合併し、JFEプラントエンジ株式会社に改称。